# Педьєв Володимир Овсійович
Володимир Овсійович Педьєв (22 червня 1906, село Коричинці Римові Летичівського повіту Подільської губернії, тепер село Коричинці Деражнянського району Хмельницької області — 14 березня 1980, місто Одеса) — радянський партійний і державний діяч, голова Горьковського та Івановського облвиконкомів, 2-й секретар Кам'янець-Подільського обкому КП(б)У. Депутат Верховної Ради СРСР 2-го скликання.

## Біографія
Народився у липні 1906 року в родині робітника-залізничника. Трудову діяльність розпочав із поденної роботи на ремонті залізниці; два місяці працював пастухом. У 1917—1918 роках — учень шевської майстерні кустаря Москаленка. У 1918—1922 роках — учень трудової школи.
У травні 1922 — червні 1923 року — підручний шевця у шевській майстерні кустаря Ломова на станції Комарівці Подільської губернії. У 1923 році вступив до комсомолу.
У червні — жовтні 1923 року — стрілець загону по боротьбі із бандитизмом Частин особливого призначення Вовковинецького району Подільської губернії. У жовтні 1923 — вересні 1924 року — швець у шевській майстерні Ломова на станції Комарівці Подільської губернії.
У 1924 році працював реорганізатор Вовковинецького районного комітету комсомолу України. У вересні 1924 — жовтні 1926 року — секретар Кузьминського, Бахматівецького та Проскурівського районних комітетів комсомолу України.
Член РКП(б) з жовтня 1925 року.
У жовтні 1926 — червні 1927 року — курсант відділення партійного будівництва дворічної Вінницької школи радянського і партійного будівництва, яку закінчив екстерном.
У червні — листопаді 1927 року — інструктор Проскурівської окружної Спілки споживчих товариств. У листопаді 1927 — червні 1928 року — курсант кооперативних курсів Української Спілки споживчих товариств у місті Харкові. У червні 1928 — жовтні 1930 року — інструктор, директор міжрайонної бази станції Війтівці Проскурівської окружної Спілки споживчих товариств.
У жовтні 1930 — червні 1931 року — студент Київського кооперативного інституту. У червні 1931 — листопаді 1933 року — студент Всесоюзного механіко-технічного інституту харчової промисловості в місті Одесі.
У листопаді 1933 — вересні 1936 року — інструктор, заступник начальник Одеського відділення Політичного управління Народного комісаріату шляхів сполучення СРСР.
У вересні 1936 — лютому 1938 року — студент факультету руху Академії залізничного транспорту імені Сталіна, закінчив перший курс.
У лютому 1938 — квітні 1939 року — заступник прокурора Куйбишевської залізниці. У квітні 1939 — квітні 1940 року — прокурор Горьковської залізниці.
У квітні 1940 — серпні 1941 року — заступник начальника Політичного відділу Південно-Донецької залізниці.
У серпні — жовтні 1941 року — заступник начальника організаційно-інструкторського відділу Політичного управління Народного комісаріату шляхів сполучення СРСР. У жовтні 1941 — лютому 1942 року — комісар Військово-експлуатаційного відділу № 33 Військово-експлуатаційного управління Московського вузла залізниць.
У лютому 1942 — квітні 1943 року — відповідальний контролер Комісії партійного контролю при ЦК ВКП(б) у Москві. У квітні 1943 — червні 1944 року — уповноважений Комісії партійного контролю при ЦК ВКП(б) по Горьковській області.
15 липня 1944 — 24 червня 1946 року — голова виконавчого комітету Горьковської обласної Ради депутатів трудящих. У 1946 році перебував у розпорядженні ЦК ВКП(б), був завідувачем сектору кадрів ЦК ВКП(б).
У 1946—1948 роках — голова виконавчого комітету Івановської обласної Ради депутатів трудящих.
У березні 1948 — січні 1949 року — 2-й секретар Кам'янець-Подільського обласного комітету КП(б)У.
У січні 1949 — вересні 1952 року — секретар Одеського обласного комітету КП(б)У.
У грудні 1952 — 1953 року — уповноважений Міністерства зовнішньої торгівлі СРСР при Раді міністрів УРСР.
У 1953—1956 роках — начальник політичного відділу Одеської залізниці. У 1956—1958 роках — голова Дорпрофспілки залізничників Одеської залізниці. З 1958 року працював у органах державного, радянського контролю Одеської області: начальник групи Комісії Радянського Контролю Ради Міністрів УРСР.
З 1964 року — персональний пенсіонер союзного значення у місті Одесі.

## Нагороди та звання
- орден Вітчизняної війни І-го ст. (1.02.1945)
- медаль «За оборону Москви» (1944)
- медаль «За перемогу над Німеччиною у Великій Вітчизняній війні 1941—1945 рр.» (1945)
- медаль «За доблесну працю у Великій Вітчизняній війні 1941—1945 рр.» (1945)